# 远古文明
《遠古文明》（Ikariam）是一款由德國游戏公司製作的、在瀏覽器內使用的免費大型多人線上遊戲（MMOG）。
目前已有德國、英國、西班牙、法國、土耳其、波蘭、葡萄牙、美國、丹麥、義大利、匈牙利、羅馬尼亞、捷克、希臘、荷蘭、芬蘭、俄羅斯、台灣、香港版本，將來會繼續增加版本。
各語種版本分別有各自多個伺服器，玩家無法在各個伺服器之間交互通訊。除非在升級期間，全部玩家使用同一個遊戲版本。

## 遊戲內容
遊戲是存在於一個虛擬的世界，玩家所在的村莊是在一個點綴著許多其他群島的海上小島，根據遊戲的設定，似乎是位於希臘神話的愛琴海。每個群島有八種奇跡建築，每一島嶼各不相同。每一個島都能生產除了木頭之外的另外一種特殊資源，但是只能生產一種。共有四個分類：
- 生產葡萄酒的島嶼
- 生產大理石的島嶼
- 生產硫磺的島嶼
- 生產水晶的島嶼

一個島嶼能夠容納16/17座城市，島上的資源生產地必須經由島上的玩家貢獻木頭來升級。
同一時間每座城市只能新建或升級一個建築，隨著建築的級別提高，其所需要的資源與時間也會越來越多，因此城市建設的步伐很緩慢。

### 背景
Ikariam名字來源於希臘文Ikaria，現今希臘境內的一個小島，是希臘神話中工匠代達羅斯引領自己兒子，插上雙翅奔向自由的神話故事。代達羅斯的兒子伊卡魯斯因忘記老父的叮囑，展開雙翅試與比天高，在飛近太陽欲一窺太陽神駕馭太陽馬車在天際巡弋的真容時，被太陽神懲罰溶毀其翅膀繼而墮入大海身亡的悲情故事。
遊戲之所以會被命名為Ikariam，是希望玩家在遊戲過程中能像伊卡魯斯一般，用自己的能力開創自己的一片天空；也能以他為戒，不因一時的成功而得意忘形，從而導致自己所經營的城市在遊戲中覆滅。
Ikariam是一款將城市建設，模擬經營，戰略戰術作戰結合起來的免費網頁遊戲。玩家需在地中海的小島上引領臣民建設城市，進行貿易並征服世界。

## 總積分
在中，每個帳號都有積分，城市的一切，都會影響到積分。
總積分由下列五種類別決定：
- 總人口數
- 建築消耗資源
- 軍隊
- 研究

總積分=總人口數+(建築所消耗之資源/100)+軍事積分+(六倍原始研究點數/100)

## 市民與民意
在中，市民為維持一個城市的重要關鍵。無論是採集資源、生產軍隊、研究等等，甚至連維持研究、軍隊所需的黃金，都需要從市民上所取得。因此如何擁有足夠的人力以及財政的穩定，就必須依賴著合理的人口。
一般而言，人口增加需要注意：房屋、民意，如果沒有達到這兩樣條件，是無法增加人口的。
房屋增加的方法：
- 研究相關研究(如烏托邦)
- 升級市政府

增加民意的方法：
- 建造酒館：增加12民意
- 建造博物館：增加20民意
- 增加葡萄酒供應量
- 增加文物展出數量
- 研究相關研究(如烏托邦、未來經濟等)

當民意不為零之後，人口並不會馬上增減，人口的增減速率是透過一個成長率。成長率的計算方法為：民意/50
當人口上升一人口數後，民意就會下降一民意；反之亦然

## 奇觀
在的每個島上，都擁有一座奇觀。每個奇觀都有一個持續效果和特殊祝福，如果想要接受祝福就必須貢獻出一定的非島上生產資源。
神殿一共有8種：
赫菲斯拓斯熔爐
- 火神赫菲斯托斯，宙斯的鐵匠，能夠祝福於熔爐內的工作。他的神蹟令您在數小時內裝甲非常堅硬和劍刃銳利無比，正因如此，很難令人不懷疑這不是出自赫菲斯托斯之手仿造的神器。

哈迪斯神聖石榴園
- 強大的哈迪斯，冥界的統治者。他能派遣令人恐怖的蛇髮女妖－戈爾貢，戈爾貢能令膽敢雙眼凝視她的來犯敵人變成石頭。不過這卻為我們帶來了意想不到的好事情，在戰役之後，我們永遠都有足夠的石頭用來重建我們城牆。

德墨忒爾花園
- 德墨忒爾，司農業和大地的女神，她能給您的人民帶來祝福，令大地豐饒並帶來大豐收。同時，您的人口增長也會加快，不過得要您提供足夠的房屋空間和滿意度率足夠高才行。

雅典娜神殿
- 雅典娜，不知疲倦不可戰勝的保護神。作為您的城市和手工業者的保護神，她可以加強您的倉庫的安全容量，減少被敵人的掠奪的損失。

愛瑪仕神殿
- 愛瑪仕，司商旅和運輸貿易的天神，他不能容忍船隻閒置和貨物不流通。他施與神蹟滿足你的商旅加速貿易速度的願望，賜予碼頭工人神力使到在港口碼頭每艘貨船的裝卸貨物速度得以提升，所需的時間僅為正常時間的一小部分。

阿瑞斯要塞
- 戰神－阿瑞斯，以凶殘野蠻戰爭著稱的令人討厭的天神。他喜好嗜血的殺戮，當他降臨施放神蹟，會令你城市周圍的所有戰士內心充滿唯一的情感：仇恨。然後這些戰士將奮不顧身投入血腥的戰鬥中，直到殺光身邊所有的敵人為止。

波賽頓神殿
- 波賽頓－大海之神。許多水手因無禮觸犯海神，而被荒謬地困在奧德賽大海中迷路漂流。但是向海神宣誓效忠的人們，將能一路順風地航行於平靜的海面，快速地到達目的地的港口。

尼祿巨像
- 這個巨人是破壞神－尼祿。他可以讓太陽光芒透過巨人的火把照射在大地上。整個希臘都能看到這股閃耀而熾熱的光芒，光芒象徵著神權的強大威力，能使戰亂遠離於你並讓你的敵人處於混亂之中。

（但根據原版本，巨像是太陽神赫利俄斯的雕像。其根源自羅得島太陽神銅像。）

## 建築物

### 經濟建築物
- 市場（Trading post）：透過市場能夠跟附近島嶼的玩家進行交易。市場流通量為市場等級平方乘上400。
- 港口（Trading port）：在港口能夠買入運輸船，必須擁有運輸船才能進行交易，並運輸不同貨物。
- 酒館（Tavern）：能夠發送葡萄酒給人民，提升1級能增加12民意，並能發送更多葡萄酒。
- 博物館（Museum）：能與其他玩家簽契約(要先蓋大使館)，交流文物，增加人民滿意度。

### 軍事建築物
- 兵營（Barracks）：能夠生產軍隊。
- 船塢（Shipyard）：能夠生產艦隊。
- 城牆（Town wall）：能夠增加城鎮防禦力。
- 間諜小屋（Hideout）：能夠生產間諜(生產每一間諜需花費150黃金與80水晶)。
- 兵工廠（Workshop）：能夠提升士兵和艦隊的攻擊力和防禦力(但升級攻擊力和防禦力需花費金幣及水晶)。
- 海賊堡壘（Pirate Fortress）：可以無花費的選擇目標來獲得金幣與掠奪分數，並且可將掠奪分數轉為來增加海賊力量即可掠奪其他有蓋此建築物的城鎮來獲得其掠奪分數，但須花費600金幣。
- 黑市（Black Market）：能夠購買軍隊

### 一般建築物
- 市政府（Town hall）：每升一級就能增加人口上限並美化城鎮樣貌。
- 倉庫（Warehouse）：儲存更多資源。與其他建築不同，一座城市可興建多所倉庫。每提升一級，各資源就增加八千容量與百份之六的不被掠劫量。
- 貨棧（Dump ）：儲存更多資源，每級能增加三萬兩千容量，但不提供不被掠劫量。
- 學院（Academy）：能夠培養科學家研究新科技、新兵種和新建築物等。
- 大使館（Embassy）：能夠申請聯盟或加入聯盟，升一級可以增加外交點數，而簽訂貿易和軍事條約。
- 皇宮（Palace）：每升一級就能多發展一個殖民地。
- 總督府（Governor's Residence）：防止殖民地發生腐敗，可改建成皇宮並將殖民地轉為首都，但原本的皇宮將被摧毀。
- 林務官宅（Forester's house）：提升木頭採集速度每提升一個等級，木材的產量將增加 2%
- 石匠小屋（Stonemason）：提升大理石採集速度（限大理石島才可建造），每提升一個等級，大理石的產量將增加 2%
- 葡萄酒釀造廠（Winegrower）：提升葡萄酒採集速度（限葡萄酒島才可建造），每提升一個等級，葡萄酒的產量增加 2%
- 玻璃吹製廠（Glassblower）：提升水晶採集速度（限水晶島才可建造），每提升一個等級，水晶的產量增加2%
- 煉金術士之塔（Alchemist's tower）：提升硫磺採集速度（限硫磺島才可建造），每提升一個等級，硫磺的產量增加2%
- 木匠工房（Carpenter）：降低建築物、軍隊、艦隊的木頭消耗，每提升一級，便會減低1%木材消耗
- 建築公署（Architect's Office）：降低建築物的大理石消耗，每提升一級，便會減低1%大理石消耗
- 藏酒窖（ine Cellars）：降低建築物、軍隊、酒館民意的葡萄酒消耗，每提升一級，便會減低1%葡萄酒消耗
- 光學儀器商館（Optician）：降低建築物、軍隊、艦隊、兵工廠研發與學院玻璃的水晶消耗，每提升一級，便會減低1%水晶消耗
- 煙火實驗場（Firework Test Area）：降低建築物、軍隊、艦隊的硫磺消耗，每提升一級，便會減低1%硫磺消耗

### 宗教建築物
- 祭祀神殿（Temple）：能夠培養祭司增加信仰度。

## 軍事
兵營和船塢是用作來訓練軍隊和艦隊。這樣駐紮在城鎮內的部隊將會自動抵禦外來的攻擊。
- 掠奪資源（需要軍隊）：軍隊試圖搶走城鎮裏的資源。
- 佔領城鎮(需要軍隊)：您可使用一座被佔領城鎮作為其他戰役的出發點.
- 封鎖港口（需要艦隊）：你的艦隊將封鎖該城鎮的一切海上往來。

### 兵種
| 兵種名稱 | 成本                   | 兵科         | 每一單位所增加之軍事積分 |
| -------- | ---------------------- | ------------ | ------------------------ |
| 長矛兵   | 市民1 木材30           | 輕型步兵     | 0.6                      |
| 重裝步兵 | 市民1 木材40 硫磺30    | 重步兵類     | 1.4                      |
| 蒸氣巨人 | 市民2 木材130 硫磺180  | 重步兵類     | 6.2                      |
| 劍士     | 市民1 木材30 硫磺30    | 側翼         | 1.2                      |
| 投石兵   | 市民1 木材20           | 遠攻類       | 0.4                      |
| 弓箭手   | 市民1 木材30 硫磺25    | 遠攻類       | 1.1                      |
| 火槍手   | 市民1 木材50 硫磺150   | 遠攻類       | 4                        |
| 攻城錘   | 市民5 木材220 硫磺0    | 火炮類(攻城) | 4.4                      |
| 投石車   | 市民5 木材260 硫磺300  | 火炮類(攻城) | 11.2                     |
| 迫擊砲   | 市民5 木材300 硫磺1250 | 火炮類(攻城) | 31                       |
| 旋翼機   | 市民3 木材25 硫磺100   | 空戰類       | 2.5                      |
| 轟炸氣球 | 市民5 木材40 硫磺250   | 轟炸類       | 5.8                      |
| 廚師     | 市民1 木材50 葡萄150   | 激勵(後勤)   | 4                        |
| 醫生     | 市民1 木材50 水晶450   | 治癒(後勤)   | 10                       |

| 兵種名稱   | 成本                          | 兵科     | 每一單位所增加之軍事積分 |
| ---------- | ----------------------------- | -------- | ------------------------ |
| 運輸船     | 隨已有數量遞增                | 民用艦船 | 不計入軍事積分           |
| 衝撞船     | 市民3 木材250                 | 輕型戰艦 | 2.88                     |
| 強弩船     | 市民6 木材180 硫磺160         | 遠攻類   | 3.06                     |
| 噴火船     | 市民4 木材80 硫磺230          | 重型戰艦 | 3.8                      |
| 投石船     | 市民5 木材180 硫磺140         | 遠攻類   | 5.14                     |
| 明輪衝撞船 | 市民2 木材300 硫磺1500        | 重型戰艦 | 6.4                      |
| 迫擊砲船   | 市民5 木材220 硫磺900         | 遠攻類   | 10.64                    |
| 弩炮船     | 市民2 木材200 硫磺1200        | 火炮艦船 |                          |
| 潛水艇     | 市民3 木材160 硫磺100 水晶750 | 火炮艦船 | 14.24                    |
| 輪槳快艇   | 市民1 木材40 硫磺280          | 空戰艦船 |                          |
| 航空母艦   | 市民8 木材700 硫磺700         | 航空母艦 |                          |
| 修護艦     | 市民8 木材300 硫磺250 水晶250 | 後勤類   |                          |

## 政府政制
伊卡里亞政制：伊卡里亞政制是仁愛的島嶼統治者所熱衷的。
- 優勢：無
- 劣勢：無

伊卡里亞政制是遠古文明世界內的標準政府政制。尤其合適善變或猶豫不定的島嶼王國。
貴族政制：貴族政制是由貴族統治的政府，即所謂菁英統治。
- 優勢：-20% 建築時間  +20% 反間諜
- 劣勢：所有城鎮 +3% 腐敗，首都除外

作為政府政制之一的貴族政制，尤其適合那些有大量建築任務的島嶼王國。
民主政制：民主政制是由人民來統治的政府。
- 優勢：所有城鎮 +75 點民意  每件展覽中的文物每小時 +1 點研究點
- 劣勢：-20% 反間諜  +5% 陸軍訓練時間

作為政府政制之一的民主政制，尤其適合大型而和平的島嶼王國。
獨裁政制：獨裁政制是由一名領袖獨自憑喜好來統治的政體。
- 優勢：-2% 陸軍軍費  -2% 海軍軍費  -2% 陸軍訓練時間  -2% 海軍建築時間額外  +2 條運輸船
- 劣勢：所有城鎮 -75 點民意

作為政府政制之一的獨裁政制，其特殊的優勢是所有崇尚軍事武力的島嶼王國的首選。
法治政制：法治政制是由法律體系來統治的政體，統治者自身無法輕易變更既定的法律。
- 優勢：所有城鎮 -5% 腐敗  +20% 反間諜
- 劣勢：+5% 陸軍訓練時間  +5% 海軍建築時間  +50% 己方港口裝載時間

作為政府政制之一的法治政制，尤其適合那些發展迅速並積極拓展殖民地的島嶼王國。
寡頭政制：寡頭政制是由一小夥人進行統治的政體，在遠古文明中這些人就是那些富有的商人家族。
- 優勢： +5 市場交易範圍  +10% 運輸船速度  -2% 海軍軍費  額外 +2 條運輸船
- 劣勢：+20% 建築時間  所有城鎮 +3% 腐敗

作為政府政制之一的寡頭政制，尤其適合那些以貿易作為目標方向的島嶼王國。
技術專家政制：技術專家政制是由專家來統治的政體 - 在遠古文明內，這些人就是科學家和研究學者。
- 優勢：+5% 研究點  +20% 非熟練工人產量
- 劣勢：+1 每名科學家薪資

作為政府政制之一的技術專家政制，尤其適合那些求知慾強或生產力富足的島嶼王國。
神權政制：神權政制是由祭司僧侶來統治的整體。
- 優勢：-20% 神蹟冷卻時間  所有有祭祀神廟的城鎮增加 +2 倍於人口轉化率的民意。最高獎勵上限爲 +150。每名祭司 +1 枚金幣
- 劣勢：-5% 研究點  所有沒有祭祀神廟的城鎮 -20 點民意

作為政府政制之一的神權政制，尤其適合那些擁有大量祭祀神廟，熱愛使用神蹟優勢的島嶼王國。
殖民主義：如果首都被佔領了，政府體制將轉換成殖民主義。不過這變化並不會引發一場革命或任何花費。
- 殖民主義意味著，只能獲得實行的政府體制優勢的一半效果。劣勢同樣也是一半效果。
- 一旦首都獲得解放，將再次從您的政府體制中獲得全額的優勢和劣勢。這同樣不會導致革命或任何花費。

## 外交
外交關係在遊戲後期將扮演一個重要的角色，共有兩種級別：簽訂條約與建立聯盟。

### 簽訂條約
- 文物協定—每簽署一個文物協定，雙方玩家的博物館中會獲得一件文物在博物館展覽，這能提高所在城市民意的滿意度。

- 貿易協定－簽署後雙方玩家在貿易進行可獲得優先權，且不受市場等級的距離限制。簽訂時需消耗提約者4外交點，同時消耗接受者2外交點。

- 駐軍權—簽署後可以使用別人的城市作為軍事基地。簽約時需消耗提約者11外交點，同時消耗接受者2外交點。

## 游戏类型
Ikariam是一个新型的游戏，结合网络在线游戏与传统的单机版世紀帝國、文明等游戏。
游戏是免费的，玩家为了获得一些优势可以通过信用卡、paypal、支付宝等付账手段买到神肴。
游戏是一个多人在线游戏，因此可以与其他玩家互动，包括可以攻击、贸易、联盟、发送消息交谈等手段，因此可以发展成一个游戏论坛。

## 服务器
每个服务器组成一个虚拟的游戏世界，玩家只能在同一个世界内与其他人贸易与通讯或结盟。2015年6月2日香港及台灣伺服器進行合併，合併後將整合成Iota和Kappa伺服器，香港社區也會關閉，並整合到台灣社區。
每个国家的Ikariam有不同数量的服务器。

## 外部連結
- 官方網站 （页面存档备份，存于）